# Dolicheremaeus mutabilis
Dolicheremaeus mutabilis är en kvalsterart som beskrevs av Aoki 1967. Dolicheremaeus mutabilis ingår i släktet Dolicheremaeus och familjen Tetracondylidae. Inga underarter finns listade i Catalogue of Life.